# Срђан Алексић
Срђан Алексић (Требиње, 9. мај 1966 — Требиње, 27. јануар 1993) био је српски глумац аматер и пливач, познат по томе што је изгубио живот бранећи пријатеља Муслимана.

## Биографија
Срђан Алексић рођен је у Требињу. Отац Раде Алексић је био кошаркашки тренер. Мајка Мира, рођена у Приједору, рано је умрла. Срђанов брат је погинуо у удесу моторним змајем, изнад Петровог поља, у близини Требиња.
Срђан се аматерски бавио глумом за шта је добио и више награда, а наставио је глумити и у току рата у Босни и Херцеговини, у представи „Сан ратне ноћи”. Такође је био био пионир у пливању тадашње Југославије.

## Смрт
Дана 21. јануара 1993. група четири униформисана војника ВРС-а истјерала је Алена Главовића, Бошњака, да изађе из кафића на Тргу слободе прекопута полицијске станице, и почели да га малтретирају и туку. Главовић је био комшија Алексића; интервенисао је и кренуо према њима и викнуо да стану, прекинувши напад. Међутим, четворица војника су се тада окренула против Алексића и жестоко га претукли кундацима. Од задобијених повреда преминуо је у болници 27. јануара 1993. Срђанов отац је у читуљи написао да је Срђан погинуо вршећи своју људску дужност. Сахрањен је на Градском гробљу у Подгљивљу.
Jедан од нападача је убијен током рата, док су остала тројица осуђена на по 28 месеци затвора. Пријатељ којег је Срђан спасао, преживео и побегао од рата, данас живи у Шведској, ожењен и има двоје деце. Сваке године посећује Срђанов гроб и Срђановог оца са породицом. Ален је рекао да је његова људска и морална дужност да посети његов гроб.

## После рата
Срђану Алексићу је постхумно додељена Повеља Хелсиншког комитета за људска права у Босни и Херцеговини.
Улица Великих дрвета у Сарајеву је петнаест година након Срђанове смрти названа по његовом имену. У образложењу је наведено:
Без људи као што је Срђан Алексић и њихових херојских дјела, човјек би изгубио наду у људскост а без ње наш живот не би имао смисла.
Касније је та улица у Сарајеву преименована и названа по Мехмеду Алагићу.
Пролаз у Змај-Јовиној улици у Новом Саду је назван по Срђану и ту ће бити постављена спомен-плоча у његову част. У Панчеву је 2010. постављена спомен-плоча, тада су медији пренели да је један пролаз добио његово име иако никада није донета званична одлука о именовању пролаза.
Ален Главовић данас живи у Шведској, ожењен је и има двоје деце. Сваке године посећује Требиње, Срђанов гроб и његовог оца.
Године 2007, Радио-телевизија Србије је снимила и емитовала документарни филм о Срђану Алексићу под називом Срђо.
Требињско позориште Слово, чији је Алексић био члан, извело је 28. децембра 2008. године представу Епилог у његово сећање. Представу је режирао Предраг Ћурић, а улогу Срђана Алексића играо је Кристијан ал-Друби, млади глумац из Србије.
Председник Републике Србије Борис Тадић је 14. фебруара 2012. године одликовао постхумно Срђана Алексића златном медаљом Милош Обилић за испољену храброст и дело личног херојства.
Председник Републике Српске Милорад Додик га је 9. јануара 2013. одликовао Орденом части Републике Српске са златним зрацима. Од октобра 2013. године једна улица у Београду је понела његово име.
Филм Кругови, режисера Срдана Голубовића инспирисан је судбином Срђана Алексића.

## Одликовања
- Медаљом за храброст „Милош Обилић”[10]
- Орден части (Република Српска)[7]